# Компан Ярослав Юрійович
Яросла́в Ю́рійович Ко́мпан (*21 жовтня 1937, Київ) — український учений у галузі електрозварювання. Доктор технічник наук (1985). Професор (1988).

## Біографія
Син історика Олени Станіславівни Компан. 1941 року батько добровольцем пішов на фронт і першого ж року війни загинув. Ярослав разом із матір'ю евакуювався до Узбекистану.
1960 року закінчив Київський політехнічний інститут (фах «Обладнання та технологія зварювального виробництва»).
1969 року захистив кандидатську дисертацію «Процеси зварювання титану» й став кандидатом технічних наук.
1985 року захистив докторську дисертацію «Магнітокероване електрошлакове зварювання та плавлення титану та його сплавів» і став доктором технічних наук.
У 1960–1962 роках працював у Києві інженером-дослідником в Інституті газу АН УРСР (нині НАН України).
Від 1962 року працює в Інституті електрозварювання імені Євгена Патона АН УРСР (нині НАН України): спочатку науковий співробітник, потім старший науковий співробітник. Від 1988 року — завідувач лабораторії магнітної гідродинаміки електрошлакових процесів.
У 1990–1992 роках був професором Тернопільського приладобудівного інституту.

## Книги
- Компан Я. Ю. Электрошлаковая сварка титановых сплавов. — Ташкент, 1975. — 84 с.
- Компан Я. Ю. Металлургия и технология сварки титана и его сплавов. — К., 1978. — 120 с.
- Компан Я. Ю., Щербинин Э. В. Электрошлаковая сварка и плавка с управляемыми МГД-процессами. — Москва, 1989. — 250 с.